# Gouvernorat de Khan Younès
Le gouvernorat de Khan Younès est un gouvernorat de l'autorité palestinienne situé dans la bande de Gaza.

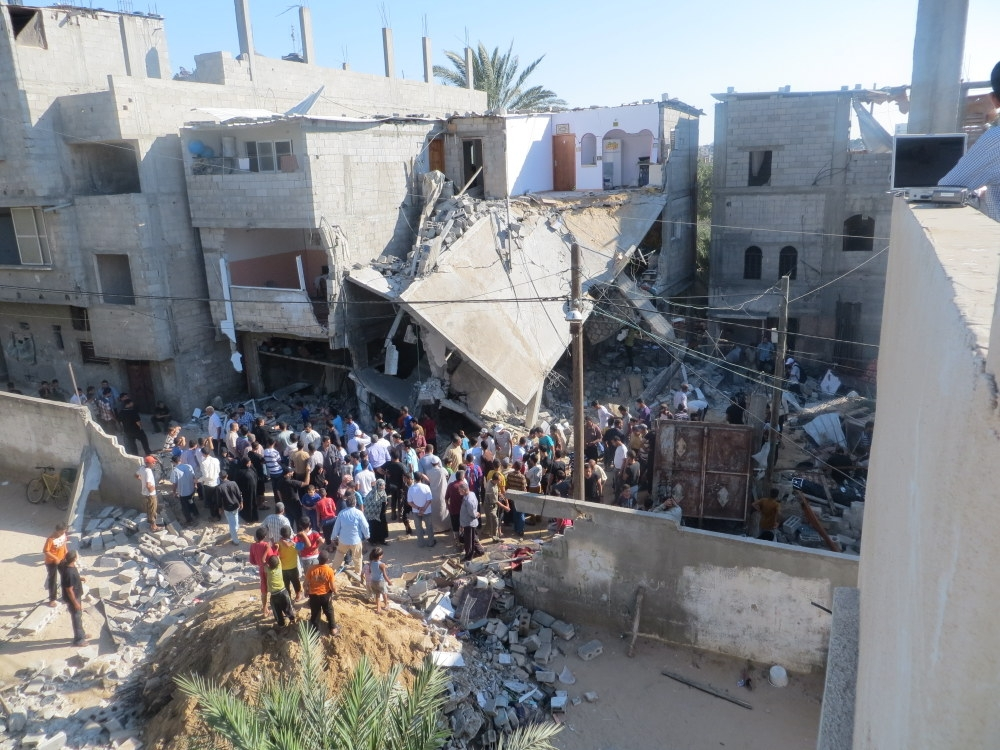
Bande de Gaza, juillet 2014

## Organisation
Au niveau administratif, le gouvernorat de Khan Younès regroupe trois villes (Abasan al-Kabera, Bani Suheila, Khan Younès), trois municipalités (Abasan al-Saghira, Khuza'a, al-Qarara) et six conseils de villages (al-Fukhari, Qa' al-Kharaba, Qa' al-Qurein, Qizan an-Najjar, Umm Kameil, Umm al-Kilab).
Le camp de réfugiés de Khan Younès se situe également sur le territoire du gouvernorat.

## Démographie
En 2023, le gouvernorat de Khan Younès compte environ 400 000 habitants. Le camp de réfugié accueille entre 85 000 et 90 000 personnes.